# Pitta iris
La pita arcoíris (Pitta iris) es una especie de ave paseriforme de la familia Pittidae endémica de Australia. Posee una cabeza y pecho color negro reluciente, lomo verde, hombros color azul pálido y cola verde oliva. Su pico es negro, patas rosadas, ojos marrones y una raya marrón rojizo a cada lado de su corona. Ambos sexos son similares, la hembra solo es un poco menor y sus colores menos relucientes que los del macho.

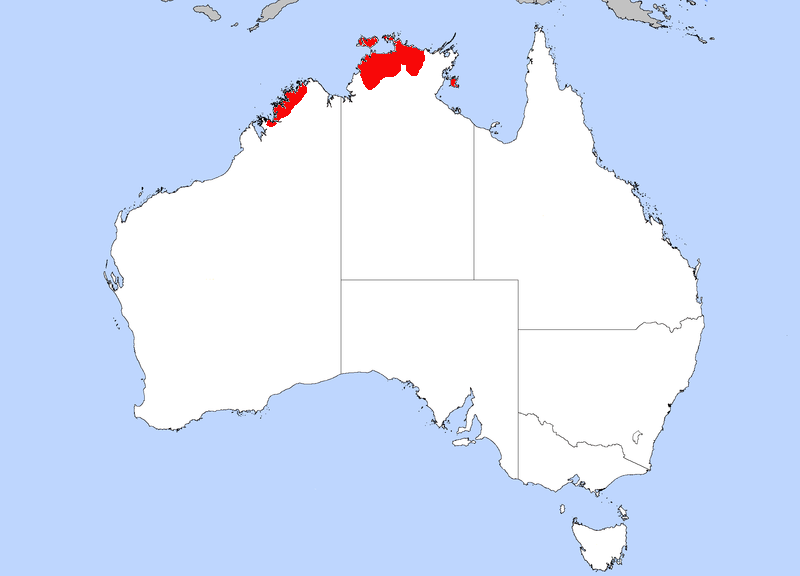
Distribución de la especie.

La pita arcoíris vive en bosques del norte de Australia. Al igual que otras pitas, es un ave recluida y cautelosa. Su dieta se compone principalmente de insectos, artrópodos y pequeños animales. La hembra pone de 3 a 4 huevos de color crema brillante con pintas dentro de un gran nido en forma de domo.